# 8954 Baral
8954 Baral è un asteroide della fascia principale. Scoperto nel 1998, presenta un'orbita caratterizzata da un semiasse maggiore pari a 2,2632445 UA e da un'eccentricità di 0,1308069, inclinata di 4,99726° rispetto all'eclittica.